# Liste des milliardaires du monde en 2010
Ceci est la liste des milliardaires du monde telle que publiée par le magazine américain Forbes pour l'année 2010. Ce magazine recense les milliardaires de la planète, à l'exception des têtes couronnées (sauf si leur fortune est privée), et exprime leur fortune en milliards de dollars américains (l'unité retenue dans la suite du texte). 
Après le choc consécutif à la crise financière de 2008, l'année 2010 souligne le retour des milliardaires : 154 de ceux qui avaient été éliminés, notamment les Russes, refont leur apparition dans ce classement, et 97 nouveaux émergent, dont 62 provenant d'Asie. Ainsi, le monde compte 1 011 milliardaires en 2010 (contre respectivement 793 et 1 125 pour 2009 et 2008) répartis sur 55 pays.
Cette année est également marquée par la première place du septuagénaire Carlos Slim devançant de 500 millions de dollars Bill Gates, ce dernier "se contentant" alors de la seconde position, suivi par Warren Buffett. Le peloton de tête demeure donc inchangé depuis 2005.

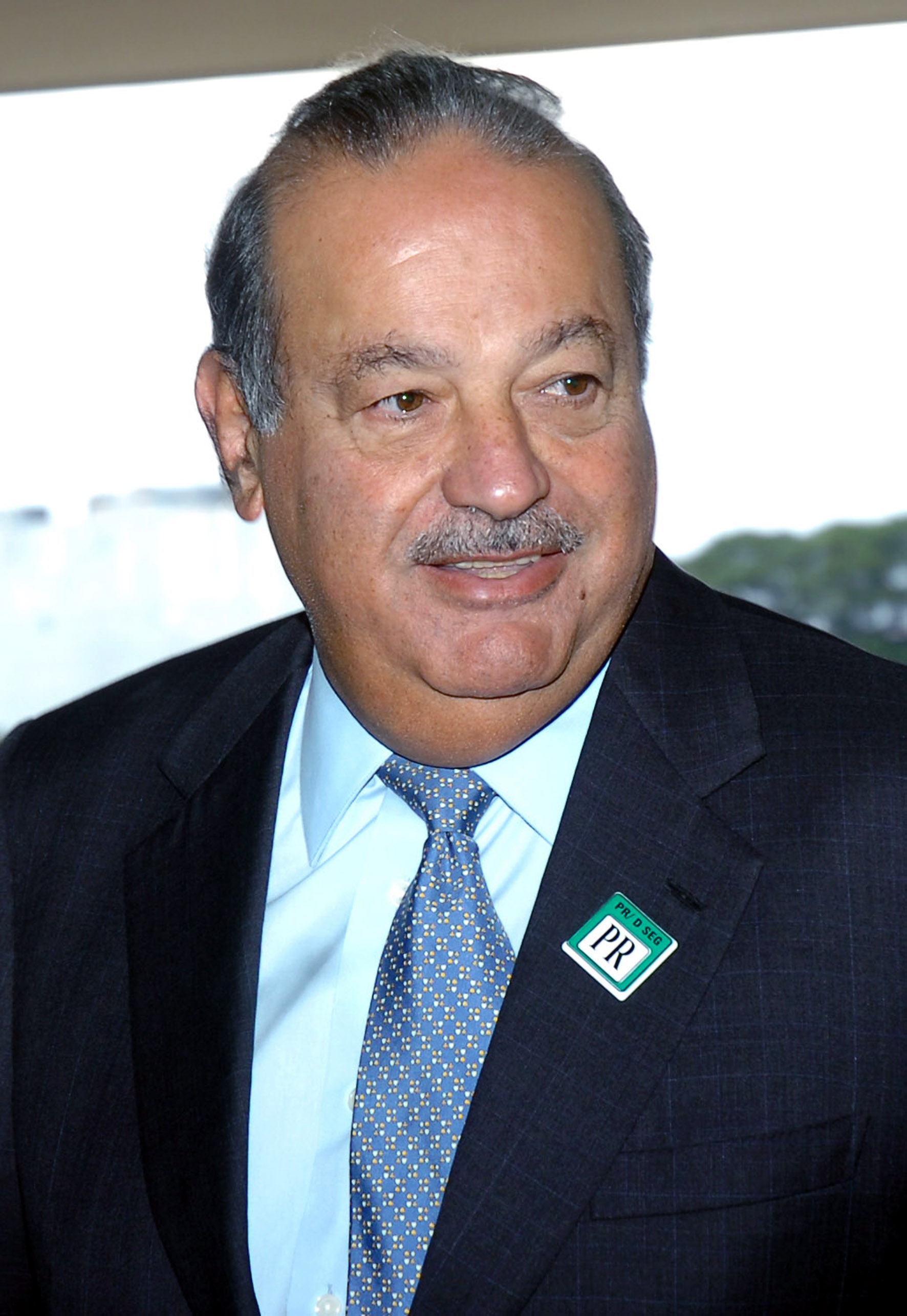
Carlos Slim Helú
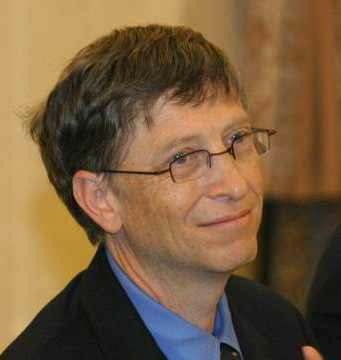
Bill Gates
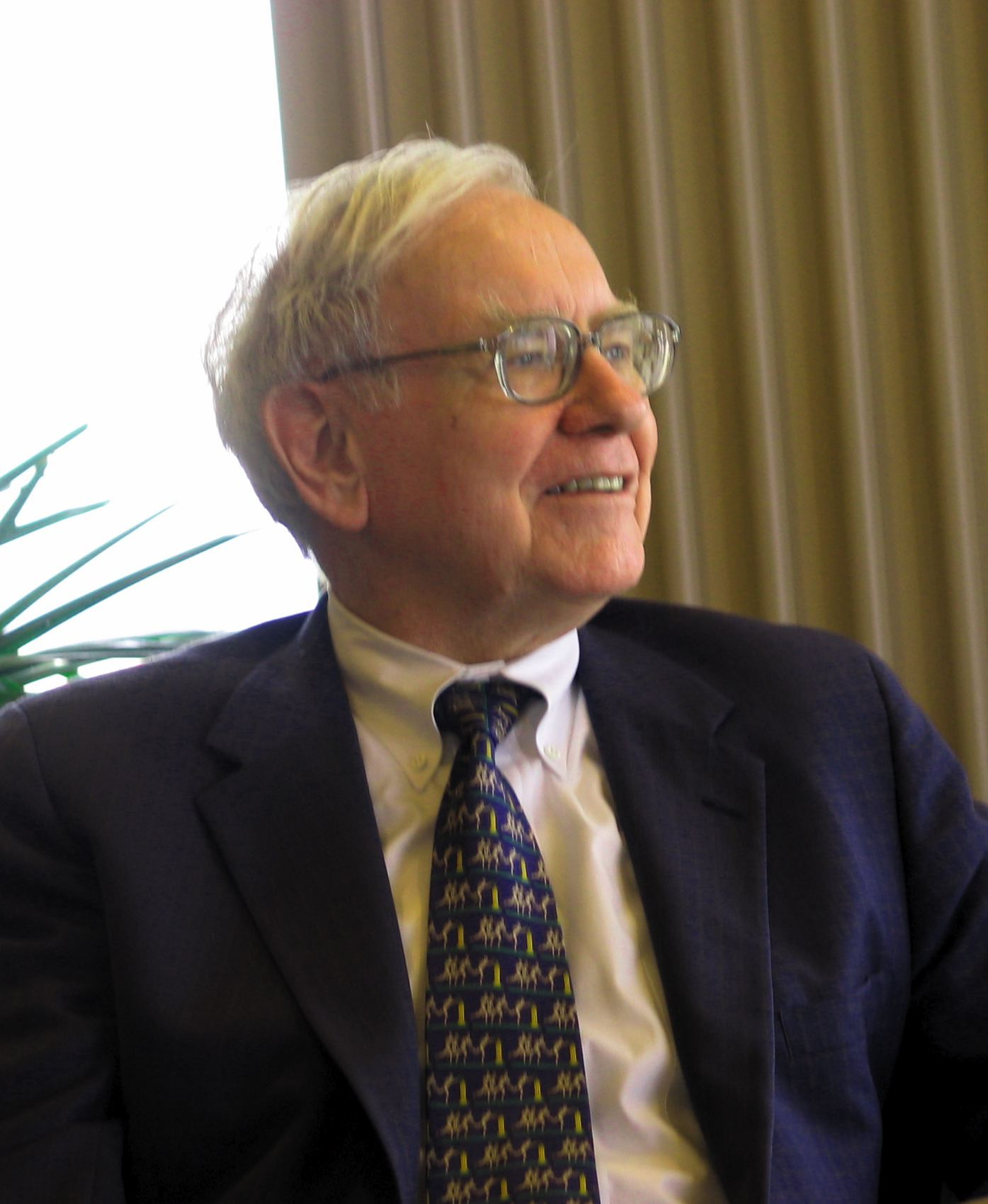
Warren Buffett
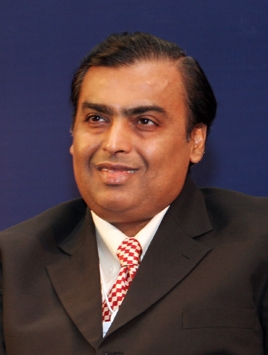
Mukesh Ambani
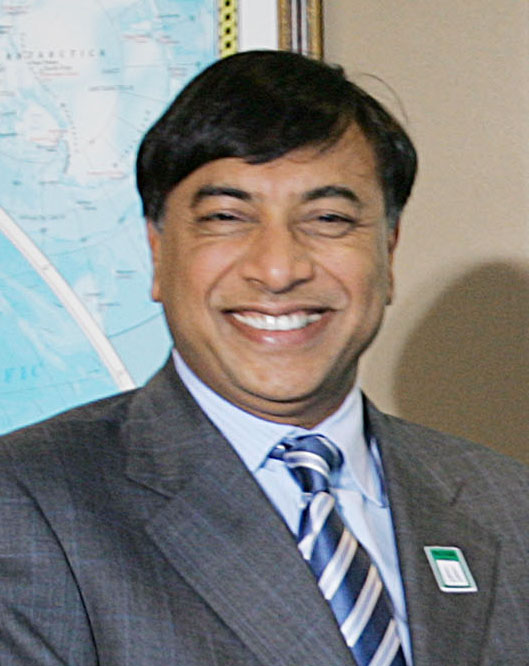
Lakshmi Mittal

| Légende         | Légende                        |
| Icônes          | Description                    |
| --------------- | ------------------------------ |
| en stagnation   | Pas de changement depuis 2009. |
| en augmentation | En progrès depuis 2009.        |
| en diminution   | En recul depuis 2009.          |

| #   | Nom                                                | Fortune (en dollars américains) | Pays               | Résidence          | Entreprise ou secteur                        |
| --- | -------------------------------------------------- | ------------------------------- | ------------------ | ------------------ | -------------------------------------------- |
| 1   | Carlos Slim Helú                                   | $53,5 milliards                 | Mexique            | Mexique            | Telmex                                       |
| 2   | Bill Gates                                         | $53,0 milliards                 | États-Unis         | États-Unis         | Microsoft                                    |
| 3   | Warren Buffett                                     | $47,0 milliards                 | États-Unis         | États-Unis         | Berkshire Hathaway                           |
| 4   | Mukesh Ambani                                      | $29,0 milliards                 | Inde               | Inde               | Reliance Industries                          |
| 5   | Lakshmi Mittal                                     | $28,7 milliards                 | Inde               | Royaume-Uni        | Arcelor Mittal                               |
| 6   | Larry Ellison                                      | $28,0 milliards                 | États-Unis         | États-Unis         | Oracle Corporation                           |
| 7   | Bernard Arnault                                    | $27,5 milliards                 | France             | France             | LVMH                                         |
| 8   | Eike Batista                                       | $27,0 milliards                 | Brésil             | Brésil             | OGX                                          |
| 9   | Amancio Ortega                                     | $25,5 milliards                 | Espagne            | Espagne            | Inditex                                      |
| 10  | Karl Albrecht                                      | $23,5 milliards                 | Allemagne          | Allemagne          | ALDI                                         |
| 11  | Ingvar Kamprad et sa famille                       | $23,0 milliards                 | Suède              | Suisse             | IKEA                                         |
| 12  | Christy Walton et sa famille                       | $22,5 milliards                 | États-Unis         | États-Unis         | Wal-Mart                                     |
| 13  | Stefan Persson                                     | $22,4 milliards                 | Suède              | Suède              | Hennes & Mauritz                             |
| 14  | Li Ka-shing                                        | $21,0 milliards                 | Hong Kong          | Hong Kong          | Cheung Kong Holdings, Hutchison Whampoa      |
| 15  | Jim Walton                                         | $20,7 milliards                 | États-Unis         | États-Unis         | Wal-Mart                                     |
| 16  | Alice Walton                                       | $20,6 milliards                 | États-Unis         | États-Unis         | Wal-Mart                                     |
| 17  | Liliane Bettencourt                                | $20,0 milliards                 | France             | France             | L'Oréal                                      |
| 18  | S. Robson Walton                                   | $19,8 milliards                 | États-Unis         | États-Unis         | Wal-Mart                                     |
| 19  | Prince Al-Walid ben Talal ben Abd al-Aziz Al Saoud | $19,4 milliards                 | Arabie saoudite    | Arabie saoudite    | Kingdom Holding Company, Citigroup           |
| 20  | David Thomson et sa famille                        | $19,0 milliards                 | Canada             | Canada             | Thomson Reuters                              |
| 21  | Michael Otto et sa famille                         | $18,7 milliards                 | Allemagne          | Allemagne          | Otto GmbH                                    |
| 22  | Lee Shau Kee                                       | $18,5 milliards                 | Hong Kong          | Hong Kong          | Henderson Land Development                   |
| 23  | Michael Bloomberg                                  | $18,0 milliards                 | États-Unis         | États-Unis         | Bloomberg L.P.                               |
| 24  | Sergey Brin                                        | $17,5 milliards                 | États-Unis         | États-Unis         | Google                                       |
| 25  | Charles Koch                                       | $17,5 milliards                 | États-Unis         | États-Unis         | Koch Industries                              |
| 26  | David H. Koch                                      | $17,5 milliards                 | États-Unis         | États-Unis         | Koch Industries                              |
| 27  | Larry Page                                         | $17,5 milliards                 | États-Unis         | États-Unis         | Google                                       |
| 28  | Michele Ferrero et sa famille                      | $17,0 milliards                 | Italie             | Monaco             | Ferrero                                      |
| 29  | Raymond,Thomas et Walter Kwok                      | $17,0 milliards                 | Hong Kong          | Hong Kong          | Sun Hung Kai & Company                       |
| 30  | Azim Premji                                        | $17,0 milliards                 | Inde               | Inde               | Wipro                                        |
| 31  | Theo Albrecht                                      | $16,7 milliards                 | Allemagne          | Allemagne          | ALDI                                         |
| 32  | Vladimir Lisin                                     | $15,8 milliards                 | Russie             | Russie             | Novolipetsk Steel                            |
| 33  | Steven Ballmer                                     | $14,5 milliards                 | États-Unis         | États-Unis         | Microsoft                                    |
| 34  | Robert Kuok                                        | $14,5 milliards                 | Malaisie           | Hong Kong          | Perlis Plantations Bhd                       |
| 35  | George Soros                                       | $14,0 milliards                 | États-Unis         | États-Unis         | Soros Fund Management                        |
| 36  | Anil Ambani                                        | $13,7 milliards                 | Inde               | Inde               | Anil Dhirubhai Ambani Group                  |
| 37  | Paul Allen                                         | $13,5 milliards                 | États-Unis         | États-Unis         | Microsoft                                    |
| 38  | Michael Dell                                       | $13,5 milliards                 | États-Unis         | États-Unis         | Dell                                         |
| 39  | Mikhail Prokhorov                                  | $13,4 milliards                 | Russie             | Russie             | Interros                                     |
| 40  | Birgit Rausing et sa famille                       | $13,0 milliards                 | Suède              | Suisse             | Tetra Laval                                  |
| 41  | Shashi & Ravi Ruia                                 | $13,0 milliards                 | Inde               | Inde               | Essar Group                                  |
| 42  | Mikhail Fridman                                    | $12,7 milliards                 | Russie             | Russie             | Groupe Alfa                                  |
| 43  | Jeffrey Bezos                                      | $12,3 milliards                 | États-Unis         | États-Unis         | Amazon.com                                   |
| 44  | Savitri Jindal                                     | $12,2 milliards                 | Inde               | Inde               | O.P. Jindal Group                            |
| 45  | Donald Bren                                        | $12,0 milliards                 | États-Unis         | États-Unis         | Irvine Company                               |
| 46  | Gerald Cavendish Grosvenor et sa famille           | $12,0 milliards                 | Royaume-Uni        | Royaume-Uni        | Grosvenor Group                              |
| 47  | John Paulson                                       | $12,0 milliards                 | États-Unis         | États-Unis         | Paulson & Co                                 |
| 48  | Abigail Johnson                                    | $11,5 milliards                 | États-Unis         | États-Unis         | Fidelity Investments                         |
| 49  | Jorge Paulo Lemann                                 | $11,5 milliards                 | Brésil             | Brésil             | Lojas Americanas                             |
| 50  | Roman Abramovich                                   | $11,2 milliards                 | Russie             | Russie             | Millhouse Capital, Chelsea Football Club     |
| 51  | Susanne Klatten                                    | $11,1 milliards                 | Allemagne          | Allemagne          | BMW                                          |
| 52  | Iris Fontbona et sa famille                        | $11,0 milliards                 | Chili              | Chili              | Antofagasta                                  |
| 53  | Forest Mars Jr                                     | $11,0 milliards                 | États-Unis         | États-Unis         | Mars Inc.                                    |
| 54  | Jacqueline Mars                                    | $11,0 milliards                 | États-Unis         | États-Unis         | Mars Inc.                                    |
| 55  | John Mars                                          | $11,0 milliards                 | États-Unis         | États-Unis         | Mars Inc.                                    |
| 56  | Ronald Perelman                                    | $11,0 milliards                 | États-Unis         | États-Unis         | Revlon                                       |
| 57  | Oleg Deripaska                                     | $10,7 milliards                 | Russie             | Russie             | Rusal                                        |
| 58  | Vagit Alekperov                                    | $10,6 milliards                 | Russie             | Russie             | Lukoil                                       |
| 59  | Leonardo del Vecchio                               | $10,5 milliards                 | Italie             | Italie             | Luxottica                                    |
| 60  | Carl Icahn                                         | $10,5 milliards                 | États-Unis         | États-Unis         | LBO                                          |
| 61  | Vladimir Potanin                                   | $10,3 milliards                 | Russie             | Russie             | Norilsk Nickel                               |
| 62  | Philip Knight                                      | $10,2 milliards                 | États-Unis         | États-Unis         | Nike Inc.                                    |
| 63  | Ricardo Salinas Pliego et sa famille               | $10,1 milliards                 | Mexique            | Mexique            | Grupo Elektra                                |
| 64  | Mohammed Al Amoudi                                 | $10,0 milliards                 | Arabie saoudite    | Arabie saoudite    | Corral Petroleum Holdings                    |
| 65  | Ernesto Bertarelli et sa famille                   | $10,0 milliards                 | Suisse             | Suisse             | Serono                                       |
| 66  | Anne Cox Chambers                                  | $10,0 milliards                 | États-Unis         | États-Unis         | Cox Enterprises                              |
| 67  | George Kaiser                                      | $10,0 milliards                 | États-Unis         | États-Unis         | BOK Financial Corporation                    |
| 68  | Hans Rausing                                       | $10,0 milliards                 | Suède              | Royaume-Uni        | Tetra Laval                                  |
| 69  | Joseph Safra                                       | $10,0 milliards                 | Brésil             | Brésil             | Safra Group                                  |
| 70  | Alexei Mordashov                                   | $9,9 milliards                  | Russie             | Russie             | Severstal                                    |
| 71  | Viktor Rashnikov                                   | $9,8 milliards                  | Russie             | Russie             | Magnitogorsk Iron and Steel Works            |
| 72  | German Larrea Mota-Velasco et sa famille           | $9,7 milliards                  | Mexique            | Mexique            | Grupo Mexico                                 |
| 73  | Sheldon Adelson                                    | $9.3 milliards                  | États-Unis         | États-Unis         | Las Vegas Sands                              |
| 74  | Silvio Berlusconi et sa famille                    | $9,0 milliards                  | Italie             | Italie             | Fininvest                                    |
| 75  | Dan Duncan                                         | $9,0 milliards                  | États-Unis         | États-Unis         | Enterprise Products                          |
| 76  | Kushal Pal Singh                                   | $9,0 milliards                  | Inde               | Inde               | DLF Group                                    |
| 77  | Nasser Al-Kharafi et sa famille                    | $8,7 milliards                  | Koweït             | Koweït             | M.A. Al-Kharafi & Sons                       |
| 78  | François Pinault et sa famille                     | $8,7 milliards                  | France             | France             | Kering                                       |
| 79  | Dmitry Rybolovlev                                  | $8,6 milliards                  | Russie             | Russie             | Uralkali                                     |
| 80  | Iskander Makhmudov                                 | $8,5 milliards                  | Russie             | Russie             | Uralskaya Gorno-Metallurgicheskaya Kompaniya |
| 81  | James Simons                                       | $8,5 milliards                  | États-Unis         | États-Unis         | Renaissance Technologies                     |
| 82  | Alberto Baillères et sa famille                    | $8,3 milliards                  | Mexique            | Mexique            | Industrias Peñoles                           |
| 83  | German Khan                                        | $8,2 milliards                  | Russie             | Russie             | Alfa-Eco                                     |
| 84  | Eliodoro Matte et sa famille                       | $8,1 milliards                  | Chili              | Chili              | Empresas CMPC                                |
| 85  | Edward Johnson III                                 | $8,0 milliards                  | États-Unis         | États-Unis         | Fidelity Investments                         |
| 86  | Kumar Birla                                        | $7,9 milliards                  | Inde               | Inde               | Aditya Birla Group                           |
| 87  | Sunil Mittal                                       | $7,8 milliards                  | Inde               | Inde               | Bharti Telecom                               |
| 88  | Sebouh Daquilian et sa famille                     | $7,7 milliards                  | France Liban       | États-Unis         | Stockbroker & Holding                        |
| 89  | Serge Dassault et sa famille                       | $7,6 milliards                  | France             | France             | Groupe Dassault                              |
| 90  | Petr Kellner                                       | $7,6 milliards                  | République tchèque | République tchèque | PPF Generali Holding                         |
| 91  | Ananda Krishnan                                    | $7,6 milliards                  | Malaisie           | Malaisie           | Maxis Communications                         |
| 92  | Tadashi Yanai et sa famille                        | $7,6 milliards                  | Japon              | Japon              | Uniqlo                                       |
| 93  | Mohamed Bin Issa Al Jaber                          | $7,5 milliards                  | Arabie saoudite    | Arabie saoudite    | MBI International                            |
| 94  | Leonard Blavatnik                                  | $7,5 milliards                  | États-Unis         | Royaume-Uni        | TNK-BP                                       |
| 95  | David & Simon Reuben                               | $7,5 milliards                  | Royaume-Uni        | Royaume-Uni        | Immobilier,matières premières                |
| 96  | Nobutada Saji et sa famille                        | $7,5 milliards                  | Japon              | Japon              | Suntory                                      |
| 97  | Alain et Gérard Wertheimer                         | $7,5 milliards                  | France             | États-Unis         | Chanel                                       |
| 98  | Vladimir Ievtouchenkov                             | $7,5 milliards                  | Russie             | Russie             | Sistema                                      |
| 99  | August von Finck                                   | $7,3 milliards                  | Allemagne          | Suisse             | Allianz                                      |
| 100 | Lee Kun-Hee                                        | $7,3 milliards                  | Corée du Sud       | Corée du Sud       | Samsung Group                                |